# Haarschildiger Halsbock
Der Haarschildige Halsbock (Stictoleptura scutellata, Syn.: Leptura scutellata) ist eine Art aus der Familie der Bockkäfer (Cerambycidae).

## Merkmale
Der 14 bis 20 Millimeter lange Käfer hat einen glockenförmigen Halsschild und ist völlig schwarz gefärbt. Das Schildchen ist beim Männchen silbrig, beim gedrungeneren Weibchen goldgelb behaart (Abb. 1)

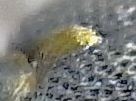
Schildchen des Weibchens, seitlich gesehen

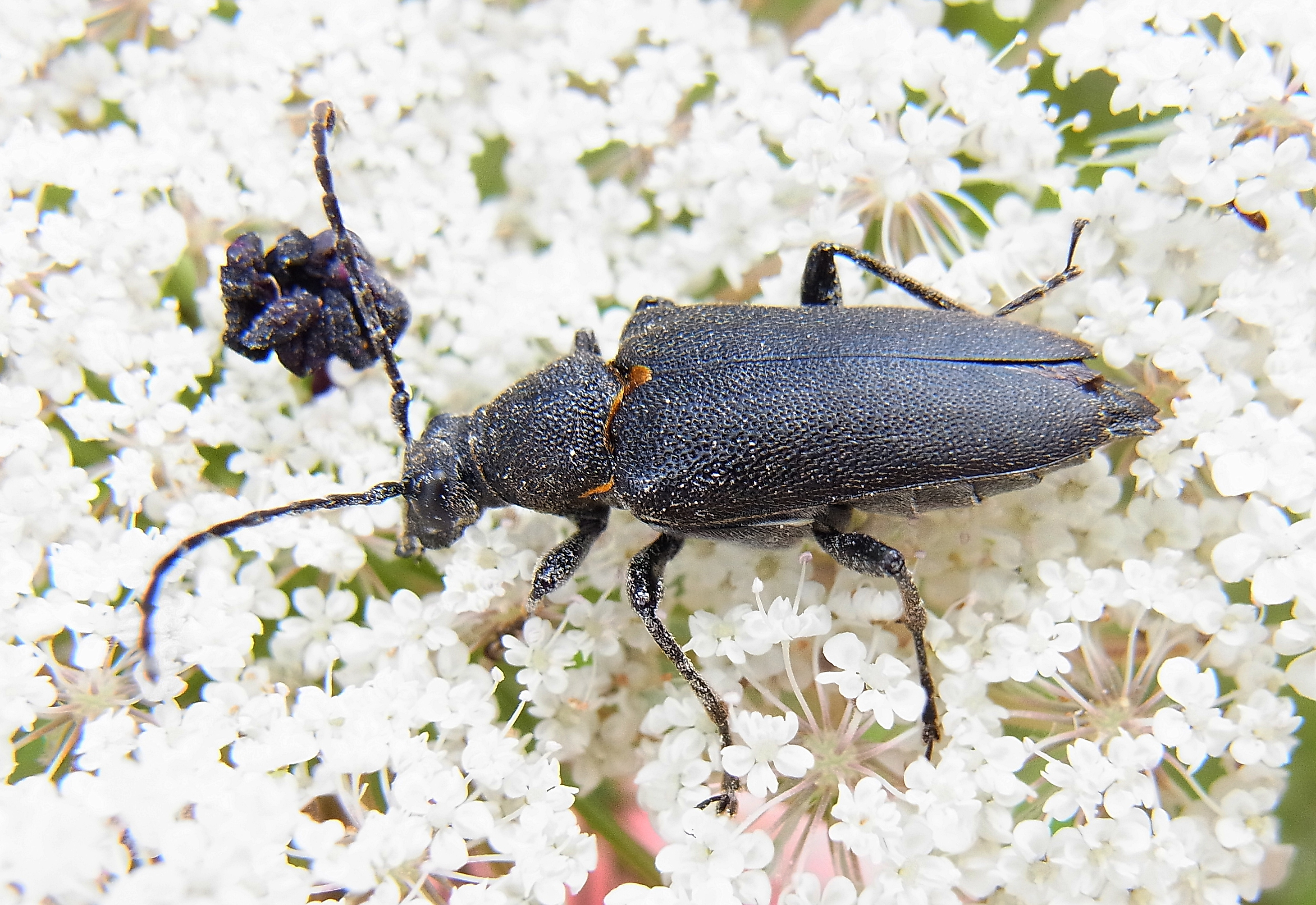
Weibchen

## Vorkommen
Das Verbreitungsgebiet der Art reicht von Südeuropa über Mitteleuropa bis in das südliche Nordeuropa sowie nach Osten über Kleinasien, den Kaukasus und Armenien bis in den nördlichen Iran. In Mitteleuropa ist der Haarschildige Halsbock überall selten und kommt vor allem dort vor, wo alte, ursprüngliche Buchen- oder Eichenbestände vorhanden sind, wie beispielsweise in ehemals fürstlichen oder staatlichen Jagdgebieten, die nicht den üblichen Rodungen ausgesetzt waren. Sie sind in höheren Lagen häufiger zu finden, als im Flachland.

## Lebensweise
Die Entwicklung erfolgt in Buchen, seltener in Eichen, Hainbuchen, Erlen, Birken, Kastanien oder Haseln. Die Larve lebt in absterbenden, dürren Ästen oder Stämmen, wobei feste und harte Holzteile bevorzugt werden. Die Imagines kommen von Juni bis September vor und sitzen entweder auf den Brutbäumen oder fliegen tagsüber umher und besuchen Blüten.